# 66e division d'infanterie (États-Unis)
Pour les articles homonymes, voir 66e division.
La 66e division d'infanterie de l'armée des États-Unis était une unité de l'armée des États-Unis lors de la Seconde Guerre mondiale.

## Histoire
La division est créée le 15 avril 1943 en Floride et arrive en Europe le 26 novembre 1944. À la fin du mois de décembre, elle débarque à Cherbourg mais au cours de la traversée de la Manche, le soir du 24 décembre l'un des navires de transport, le paquebot belge Léopoldville, est torpillé par un U-Boot allemand au large du port français, entraînant la perte de 14 officiers et de 748 soldats. En France, la division est incorporée dans le 12e groupe d'armées et elle relève la 94e division d'infanterie dans la zone Loire-Bretagne où elle est affectée le 29 décembre. Elle reçoit pour mission de contenir les forces allemandes encerclées dans la poche de Lorient et dans celle de Saint-Nazaire. Dans ce cadre, elle mène des patrouilles ainsi que des offensives limitées, harcelant les positions ennemies. Le 16 avril 1945, une forte offensive allemande est repoussée près de La Croix puis, entre le 19 et le 29 avril, la division s'empare de plusieurs positions allemandes importantes. Les forces allemandes se rendent finalement au moment de la capitulation du 8 mai 1945. La 66e division est alors envoyée en Allemagne pour occuper le territoire autour de Coblence le 20 mai. Dès le 26 mai, elle part pour Marseille et doit être redéployée dans le Pacifique contre le Japon. Toutefois, la capitulation japonaise le 2 septembre met fin à toute hostilité et la division est désactivée en novembre 1945.
Deux généraux se sont succédé à la tête de l'unité :
- Le Major General Herman F. Kramer (en) d'avril 1943 à août 1945 ;
- Le Major General Walter E. Lauer (en) d'août 1945 à novembre 1945.

### Sources
- (en) Cet article est partiellement ou en totalité issu de l’article de Wikipédia en anglais intitulé « 66th Infantry Division (United States) » (voir la liste des auteurs).